# Limnos (Regionalbezirk)
Der Regionalbezirk Limnos (griechisch Περιφερειακή Ενότητα Λήμνου Periferiaki Enotita Limnou) ist einer von fünf Regionalbezirken der griechischen Region Nördliche Ägäis. Er wurde anlässlich der Verwaltungsreform 2010 aus zwei Inselgemeinden der ehemaligen Präfektur Lesbos gebildet und deckt sich mit dem Gebiet der Provinz Limnos, die bis 1997 bestand. Proportional zu seinen 16.668 Einwohnern entsendet das Gebiet drei Abgeordnete in den Regionalrat, hat aber keine weitere politische Bedeutung als Gebietskörperschaft. Er gliedert sich in die beiden Inseln und Gemeinden Agios Efstratios und Limnos.